# Werneth
Werneth – dzielnica miasta Oldham, w Anglii, w hrabstwie Wielki Manchester, w dystrykcie Oldham. Leży 1,6 km od centrum miasta Oldham, 9,5 km od miasta Manchester i 264,2 km od Londynu. W 2011 roku dzielnica liczyła 12 348 mieszkańców.